# Alan Davies (piłkarz)
Alan Davies (ur. 5 grudnia 1961 w Manchesterze, zm. 4 lutego 1992 w Gowerton) – walijski piłkarz występujący na pozycji pomocnika.

## Życiorys
W barwach Manchesteru United oraz Newcastle United rozegrał łącznie 28 spotkań i zdobył jedną bramkę w Division One. Zadebiutował w tych rozgrywkach jako zawodnik Manchesteru, 1 maja 1982 w wygranym meczu 1:0 z Southampton. Swojego jedynego gola w Division One strzelił natomiast w barwach Newcastle, 7 września 1985 w przegranym 1:5 pojedynku z Tottenhamem Hotspur.
W 1983 roku zdobył Puchar Anglii z Manchesterem United. Zagrał w finałowym dwumeczu przeciwko Brighton & Hove Albion.
W reprezentacji Walii zadebiutował 31 maja 1983 w wygranym 1:0 meczu British Home Championship przeciwko Irlandii Północnej. Do 1990 roku w drużynie narodowej rozegrał 13 spotkań.
4 lutego 1992 popełnił samobójstwo.